# Aleksandr Niekricz
Aleksandr Majsiejewicz Niekricz, ros. Александр Моисеевич Некрич (ur. 3 marca 1920 w Baku, zm. 2 września 1993 w Cambridge w stanie Massachusetts) – rosyjski historyk, specjalizujący się w dziejach najnowszej historii ZSRR i Rosji. Współautor Utopii u władzy (1982) wspólnie z Michaiłem Hellerem.

## Życiorys
W 1941 ukończył studia historyczne na Uniwersytecie Moskiewskim. Od 1942 do 1945 służył w Armii Czerwonej, został dwukrotnie odznaczony Orderem Czerwonej Gwiazdy, służbę zakończył w stopniu kapitana. W 1949 obronił pracę doktorską w Instytucie Historii Akademii Nauk ZSRR. Pracował tam następnie jako młodszy (1950–1956) i starszy wykładowca (1956–1976). W październiku 1976 wyemigrował do USA. W latach 1976–1987 pracował w Russian Resarch Center na Uniwersytecie Harvarda. W latach 1982–1986 był także redaktorem naczelnym paryskiego czasopisma Obozrienije. Jego najsłynniejszą książką była napisana razem z Michaiłem Hellerem Utopia u władzy (wyd. 1982) poświęcona historii ZSRR. W latach 80. ukazała się w II obiegu w Polsce w 21 różnych wydaniach. Po polsku ukazała się także napisana jeszcze w ZSRR 1941, 22 czerwca (wyd. polskie Książka i Wiedza, 1967).